# SBS 플러스
SBS 플러스(SBS Plus)는 SBS의 프로그램들을 편성하는 유료 텔레비전 채널이다.

## 제공 시보
현대해상

## 개요
2000년 9월 1일에 문화관광부(현 문화체육관광부)의 승인을 받아 축구 전문 채널인 SBS 축구채널로 시작했으나, SBS 스포츠와 영역이 중복되고 세리에 A와 분데스리가 중계권 계약에 실패하면서 경영난에 시달리자 2002년 2월 1일에 채널명을 SBS 드라마플러스로 바꾸었고, SBS프로덕션의 제작사업부문을 흡수합병하여 2009년 9월 16일에 현재의 이름으로 다시 바뀌었으며 SBS프로덕션의 나머지 부문은 SBS콘텐츠허브가 됐지만 드라마본부가 분사되어 출범한  스튜디오S(구 스토리웍스)와 2024년 7월 1일 통합하여 통합 스튜디오S가 됐다. 현재는 SBS의 드라마와 함께 〈셰프끼리〉, 〈중화대반점〉, 〈스타그램〉, 〈손맛토크쇼 베테랑〉 등 자체 제작 시리즈도 편성하고 있다.
2016년 8월 1일에 UHD 채널 SBS 플러스 UHD(SBS Plus UHD)가 개국됐고, 2019년에 SBS F!L UHD로 이름이 바뀌었다.

## 프로그램 편성
- 《나는 SOLO》
- 《나는 SOLO, 그 후 사랑은 계속된다》
- 《당신을 주문합니다》
- 《소녀연애사》
- 《날씬한 도시락》
- 《셰프끼리》
- 《중화대반점》
- 《스타그램》
- 《손맛토크쇼 베테랑》
- 《아이돌마스터.KR - 꿈을 드림》
- 《수요일 오후 3시 30분》
- 《나만 빼고 연애중》
- 《비상한 가족》

## 같이 보기
- SBS 파워FM